# 38. سبيشل
خرطوشة 38. سبيشل، والمعروفة أيضًا باسم 38 سميث & ولسون سبيشل أو .38 S&W سبيشل أو 9×29mmR هي نوع من الذخيرة النارية نشأت في الولايات المتحدة بواسطة شركة سميث آند ويسون عام 1898م، ولازالت تستخدم لحد الآن.
كانت رصاصة 38. سبيشل هي الخرطوشة القياسية المستخدمة في أغلب أقسام شرطة الولايات المتحدة من عشرينيات القرن العشرين إلى تسعينياته. كما كانت خرطوشة سلاح جانبي شائعة الاستخدام من قبل أفراد الجيش الأمريكي في الحرب العالمية الأولى والحرب العالمية الثانية والحرب الكورية وحرب فيتنام. وفي أجزاء أخرى من العالم.
تشتهر 38. سبيشل بدقتها وارتدادها القابل للتحكم، وتظل واحدة من أكثر خراطيش المسدسات شعبية في العالم بعد أكثر من قرن من الزمان منذ طرحها في الأسواق. تُستخدم في الرماية الترفيهية، ومنافسات الرماية الرسمية، والدفاع الشخصي، وصيد الطرائد الصغيرة.